# Goldbachia pendula
Goldbachia pendula är en korsblommig växtart som beskrevs av Viktor Petrovitj Botjantsev. Goldbachia pendula ingår i släktet Goldbachia och familjen korsblommiga växter. Inga underarter finns listade i Catalogue of Life.